# Oded Brandwein
Oded David Brandwein (hebr. עודד ברנדווין; ur. 15 lutego 1988 w Petach Tikwie) – izraelski koszykarz występujący na pozycji rozgrywającego lub rzucającego obrońcy. Od 2010 posiada także polski paszport, obecnie zawodnik Hapoelu Unet Holon.
6 września 2020 został zawodnikiem Hapoel Unet Holon.

## Osiągnięcia
Stan na 18 września 2020, na podstawie, o ile nie zaznaczono inaczej.
Drużynowe
- Finalista Pucharu Izraela (2007)
- Półfinalista ligi izraelskiej (2007)

Reprezentacja
- Uczestnik:
  - mistrzostw Europy:
    - U–20 (2008 – 10. miejsce)
    - U–18 (2006 – 11. miejsce)

  - turnieju Alberta Schweitzera (2006)

## Statystyki
| Sezon     | Drużyna                                | M  | S5 | MPG  | FG% | 3P% | FT%  | RPG | APG | SPG | BPG | PPG  |
| --------- | -------------------------------------- | -- | -- | ---- | --- | --- | ---- | --- | --- | --- | --- | ---- |
| 2006/2007 | Bene Ha-Szaron (Premier L.)            | 10 | 0  | 1,3  | 0%  | 0%  | 0%   | 0,2 | 0,4 | 0,1 | 0,0 | 0,0  |
| 2007/2008 | Elicur Ramla (National L.)             | 30 |    |      |     | 38% | 66%  | 1,6 | 2,5 |     |     | 12,1 |
| 2008/2009 | Maccabi Hod ha-Szaron (National L.)    | 31 |    | 26,3 | 47% | 34% | 74%  | 1,8 | 3,0 | 1,0 | 0,0 | 13,0 |
| 2009/2010 | Elicur Ramla (National L.)             | 14 |    | 34,6 | 52% | 33% | 81%  | 1,7 | 5,1 | 0,9 | 0,0 | 16,4 |
| 2009/2010 | Hapoel Afula (Premier L.)              | 10 | 0  | 7,3  | 50% | 50% | 100% | 0,2 | 0,7 | 0,4 | 0,0 | 1,8  |
| 2010/2011 | Elicur Jawne (National L.)             | 21 |    | 18,7 | 48% | 38% | 78%  | 1,4 | 2,0 | 0,7 | 0,0 | 9,5  |
| 2011/2012 | Kotwica Kołobrzeg (PLK)                | 37 | 32 | 27,7 | 39% | 37% | 79%  | 1,9 | 4,0 | 0,9 | 0,0 | 12,2 |
| 2012/2013 | Energa Czarni Słupsk (PLK)             | 34 | 26 | 23,3 | 39% | 38% | 80%  | 1,1 | 3,6 | 0,6 | 0,0 | 9,5  |
| 2013/2014 | AZS Koszalin (PLK)                     | 20 | 12 | 26,7 | 45% | 36% | 84%  | 1,5 | 3,1 | 0,6 | 0,0 | 11,3 |
| 2014/2015 | Hapoel Gilboa Gelil Eljon (Premier L.) | 33 | 18 | 25,2 | 39% | 39% | 74%  | 1,0 | 2,9 | 0,6 | 0,2 | 9,9  |